# Andrzej Kasprzak
Pour les articles homonymes, voir Kasprzak.
Andrzej Kasprzak, né le 14 mars 1946 à Lublin (Pologne) et mort le 24 août 2023 à Biała Podlaska, est un joueur polonais de basket-ball.